# Scomberesox
Las papardas del Atlántico son el género Scomberesox, peces marinos de la familia escomberesócidos, distribuidos por los océanos Atlántico e Índico, y la parte sul del océano Pacífico cerca del océano Antártico. Tienen el cuerpo muy alargado y color plateado.

## Especies
Existen dos especies —una de ellas con dos subespecies— válidas en este género:
- Scomberesox saurus (Walbaum, 1792)
  - Scomberesox saurus saurus (Walbaum, 1792) - Sauro atlántico, Paparda del Atlántico Norte, Alcrique, Papardón, Potakarra o Relanzón.
  - Scomberesox saurus scombroides (Richardson, 1843) - Aguja, Agujilla o Espadita.
- Scomberesox simulans (Hubbs and Wisner, 1980) - Paparda enana.